# Asaphis deflorata
Asaphis deflorata is een tweekleppigensoort uit de familie Psammobiidae. De wetenschappelijke naam werd gepubliceerd in 1758 door Carl Linnaeus in de tiende editie van Systema naturae.